# Polygammafunktionen
Polygammafunktionen av ordning m är en meromorf funktion definierad i {\displaystyle \mathbb {C} } och definieras som den (m+1):sta derivatan av gammafunktionens logaritm:
{\displaystyle \psi ^{(m)}(z):={\frac {d^{m}}{dz^{m}}}\psi (z)={\frac {d^{m+1}}{dz^{m+1}}}\ln \Gamma (z).}
Specialfallen m=0 och m=1 kallas digammafunktionen och trigammafunktionen.

## Integralrepresentation
Polygammafunktionen kan skrivas som integralen
{\displaystyle \psi ^{(m)}(z)=(-1)^{m+1}\int _{0}^{\infty }{\frac {t^{m}e^{-zt}}{1-e^{-t}}}dt}
för Re z >0 och m > 0. Då m=0, det vill säga då det är fråga om digammafunktionen, gäller integralrepresentationen 
{\displaystyle \psi (x)=\int _{0}^{\infty }\left({\frac {e^{-t}}{t}}-{\frac {e^{-xt}}{1-e^{-t}}}\right)\,dt}.

## Serierepresentationer
Polygammafunktionen kan skrivas som den oändliga serien
{\displaystyle \psi ^{(m)}(z)=(-1)^{m+1}\;m!\;\sum _{k=0}^{\infty }{\frac {1}{(z+k)^{m+1}}}}
för m > 0 och alla komplexa z som inte är negativa heltal. Med hjälp av Hurwitzs zetafunktion kan serien skrivas kortare som
{\displaystyle \psi ^{(m)}(z)=(-1)^{m+1}\;m!\;\zeta (m+1,z).}
En annan serie kan fås på följande vis. Eftersom
{\displaystyle 1/\Gamma (z)=z\;{\mbox{e}}^{\gamma z}\;\prod _{n=1}^{\infty }\left(1+{\frac {z}{n}}\right)\;{\mbox{e}}^{-z/n}}
fås genom logaritmering 
{\displaystyle \ln \Gamma (z)=-\gamma z-\ln(z)+\sum _{n=1}^{\infty }\left({\frac {z}{n}}-\ln(1+{\frac {z}{n}})\right)}
och slutligen
{\displaystyle \psi ^{(n)}(z)={\frac {d^{n+1}}{dz^{n+1}}}\ln \Gamma (z)=-\gamma \delta _{n0}\;-\;{\frac {(-1)^{n}n!}{z^{n+1}}}\;+\;\sum _{k=1}^{\infty }\left({\frac {1}{k}}\delta _{n0}\;-\;{\frac {(-1)^{n}n!}{(k+z)^{n+1}}}\right)}
där {\displaystyle \delta _{n0}} är Kroneckers delta.

### Taylorserie
Taylorserien vid z = 1 är
{\displaystyle \psi ^{(m)}(z+1)=\sum _{k=0}^{\infty }(-1)^{m+k+1}{\frac {(m+k)!}{k!}}\;\zeta (m+k+1)\;z^{k}\qquad m\geq 1}
och
{\displaystyle \psi ^{(0)}(z+1)=-\gamma +\sum _{k=1}^{\infty }(-1)^{k+1}\zeta (k+1)\;z^{k}}
som konvergerar för |z| < 1. ζ är Riemanns zetafunktion. Serien kan lätt bevisas med hjälp av Taylorserien för Hurwitzs zetafunktion.

## Differensekvation
Polygammafunktionen satisfierar differensekvationen
{\displaystyle \psi ^{(m)}(z+1)=\psi ^{(m)}(z)+{\frac {(-1)^{m}\,m!}{z^{m+1}}}.}

## Reflektionsformel
Polygammafunktionen satisfierar reflektionsformeln
{\displaystyle (-1)^{m}\psi ^{(m)}(1-z)-\psi ^{(m)}(z)=\pi {\frac {d^{m}}{dz^{m}}}\cot {(\pi z)}.}

## Multiplikationsteorem
Multiplikationsteoremet för polygammafunktionen är
{\displaystyle k^{m+1}\psi ^{(m)}(kz)=\sum _{n=0}^{k-1}\psi ^{(m)}\left(z+{\frac {n}{k}}\right)\qquad m\geq 1}
och
{\displaystyle k\psi ^{(0)}(kz)=k\log(k))+\sum _{n=0}^{k-1}\psi ^{(0)}\left(z+{\frac {n}{k}}\right).}

## Speciella värden
{\displaystyle \psi ^{(m)}(1)=(-1)^{m+1}m!\;\zeta (m+1)\;,\qquad m>0}
{\displaystyle \psi ^{(m)}({\tfrac {1}{2}})=(-1)^{m+1}m!\;(2^{m+1}-1)\;\zeta (m+1)\;,\qquad m>0\;,}
{\displaystyle \psi (1)=\psi ^{(0)}(1)=-\gamma \;}
{\displaystyle \psi ({\tfrac {1}{2}})=\psi ^{(0)}({\tfrac {1}{2}})=-\gamma -2\ln {2}\;}

## Generalisering
En generalisering av polygammafunktionen för {\displaystyle \scriptstyle s\in \mathbb {C} } och {\displaystyle \scriptstyle z\in \mathbb {C} \setminus -\mathbb {N} _{0}}  är 
{\displaystyle \psi _{s}(z)={\frac {1}{\Gamma (-s)}}\left({\frac {\partial }{\partial s}}+\psi (-s)+\gamma \right)\zeta (s+1,z)=\mathrm {e} ^{-\gamma \,s}{\frac {\partial }{\partial s}}\left(\mathrm {e} ^{\gamma \,s}\,{\frac {\zeta (s+1,z)}{\Gamma (-s)}}\right).}
Den satisfierar differensekvationen 
{\displaystyle \psi _{s}(z+1)=\psi _{s}(z)+{\frac {\ln z-\psi (-s)-\gamma }{\Gamma (-s)}}\,z^{-(s+1)}}
där {\displaystyle \scriptstyle \gamma } är Eulers konstant. 
Multiplikationsformeln är
{\displaystyle \sum \limits _{k=0}^{n-1}\psi _{s}\left({\frac {z+k}{n}}\right)=n^{s+1}\psi _{s}(z)+{\frac {n^{s+1}\ln n}{\Gamma (-s)}}\zeta (s+1,z).}